# Рассудово (деревня, Москва)
Рассу́дово — деревня в Троицком административном округе Москвы (до 1 июля 2012 года была в составе Наро-Фоминского района Московской области). Входит в состав поселения Новофёдоровское.

## Население
| 1852 | 1859 | 1899 | 1926 | 2002 | 2006 | 2010 |
| ---- | ---- | ---- | ---- | ---- | ---- | ---- |
| 110  | ↗129 | ↗152 | ↗224 | ↘127 | ↘120 | ↗269 |

Согласно Всероссийской переписи, в 2002 году в деревне проживало 127 человек (62 мужчины и 65 женщин); преобладающая национальность — русские (90 %). По данным на 2005 год, в деревне проживало 120 человек.

## География
Деревня Рассудово находится в северо-западной части Троицкого административного округа, примерно в 24 км к западу от центра города Троицка, на реке Рассудовке, левом притоке реки Пахры. Рядом расположена платформа Рассудово Киевского направления Московской железной дороги.
В 2 км к юго-востоку от деревни проходит Киевское шоссе М3, в 12 км к северу — Минское шоссе М1, в 7 км к северо-востоку — Московское малое кольцо А107. В деревне 18 улиц, приписано 8 садоводческих товариществ. Ближайшие населённые пункты — посёлок Рассудово и деревня Пахорка.

## История
Название деревни, предположительно, произошло от некалендарного личного имени Рассуд.
Упоминается в переписной книге 1646 года Московского уезда, Гоголева стана, как вотчина князя Фёдора Андреевича Хилкова:

…и деревня Разсудова, а въ ней крестьянъ и бобылей 3 двора и двор вотчинниковъ, а въ немъ живутъ дѣловые люди…— Исторические материалы о церквах и сёлах XVI—XVIII ст.
В 1813 году селение Разсудова упоминается в хрониках военных действий Российской армии против французов в связи с действиями Мариупольского гусарского полка под командованием князя Вадбольского 18 сентября 1812 года на большой Боровской дороге:

18 числа Полковникъ Князь Вадбольскій прибывъ съ Маріупольскимъ гусарскимъ полкомъ и 5оо козаками въ назначенное ему селеніе Ожегово, послалъ оттуда партію козаковъ по большой Боровской дорогѣ для развѣдыванія непріятеля. Самъ же пошелъ къ сторонѣ дорогъ Можайской и Рузской. Перешедъ Боровскую дорогу къ сторонѣ Можайска, остановился близь селенія Разсудова...— Извѣстія о военныхъ дѣйствіяхъ Россійской Арміи противъ Французовъ 1812 года..
В середине XIX века сельцо Разсудово относилось ко 2-му стану Верейского уезда Московской губернии и принадлежало коллежскому асессору Брюзгиной Е. А., в сельце было 12 дворов, крестьян 52 души мужского пола и 58 душ женского.
В «Списке населённых мест» 1862 года — владельческое сельцо по левую сторону Новокалужского тракта (от села Нара в Москву), в 47 верстах от уездного города и 19 верстах от становой квартиры, при колодце, с 11 дворами и 129 жителями (66 мужчин, 63 женщины).
По данным на 1899 год — деревня Рудневской волости Верейского уезда с 152 жителями.
В 1913 году — 27 дворов.
По материалам Всесоюзной переписи населения 1926 года — деревня Ожиговского сельсовета Петровской волости Звенигородского уезда Московской губернии в 8,5 км от Петровского шоссе и 2,1 км от разъезда № 13 Киево-Воронежской железной дороги, проживало 224 жителя (108 мужчин, 116 женщин), насчитывалось 52 хозяйства, из которых 41 крестьянское, имелась школа 1-й ступени.
1929—1963, 1965—2012 гг. — в составе Наро-Фоминского района Московской области.
1963—1965 гг. — в составе Звенигородского укрупнённого сельского района Московской области.

## Выдающиеся уроженцы и жители
- Григорий Эдуардович Сук (29 ноября 1896 — 15 ноября 1917) — уроженец имения Рассудово, русский офицер (прапорщик), военный лётчик-ас. Герой Первой мировой войны. Считался самым юным русским асом Первой мировой войны.